# Уго Фйореллі
Уго Фйореллі (італ. Ugo Fiorelli; 5 березня 1893, Неаполь — 24 квітня 1941, Середземне море) — італійський морський офіцер. Проходив службу у Королівських військово-морських силах Італії під час Другої світової війни.

## Біографія
Уго Фйореллі народився 5 березня 1893 року в Неаполі. Закінчив Військову школу в Неаполі, у 1909 році вступив до Військово-морської академії в Ліворно, яку закінчив у 1913 році у званні гардемарина. Брав участь у Першій світовій війні. У 1915 році отримав звання молодшого лейтенанта, у 1917 році — лейтенанта.
Після війни ніс службу у штабі військово-морських сил в Полі, потім був заступником начальника Школи механіків у Венеції. У 1937 році, у званні капітана II рангу вийшов у відставку.
Зі вступом Італії у Другу світову війну повернувся на військову службу і був призначений капітаном допоміжного крейсера «Еджео» (італ. Egeo).
24 квітня 1941 року, під час переходу з Триполі в Палермо крейсер «Еджео» зіткнувся з кораблями британського З'єднання K — есмінцями «Джервіс», «Джейнес», «Ягуар» і «Джуно». Після важкого 20-хвилинного бою крейсер «Еджео» був вражений двома торпедами з есмінця «Джуно» і затонув за 65 миль від Триполі. Більша частина екіпажу, в тому числі капітан корабля Уго Фйореллі, загинула.
Уго Фйореллі посмертно був нагороджений золотою медаллю «За військову доблесть».

## Нагороди
- Золота медаль «За військову доблесть»

## Вшанування
На честь Уго Фйореллі планувалось назвати один з есмінців типу «Команданті Медальє д'Оро», але будівництво не було завершене.